# Xavier Laglais Kouassi
Xavier Laglais Kouassi (San-Pédro, 28 dicembre 1989) è un calciatore ivoriano, centrocampista del Pau.

## Carriera

### Club
João Alves, allora allenatore del Servette, dopo una partita nelle giovanili del Servette contro il Meyrin, nella cui formazione gioca il suo futuro compagno di squadra François Moubandje, lo fa approdare in prima squadra. Fa il suo esordio in massima serie svizzera con la maglia del Servette il 17 luglio 2011 contro il Thun (sconfitta in casa per 2-1). Segna la sua prima rete con la maglia del Servette il 30 settembre 2012 nello Stade de Suisse di Berna contro lo Young Boys (sconfitta per 6-2). Dopo aver trascorso quattro anni a Ginevra, firma un contratto con la squadra vallesana del Sion per tre stagioni. Nel 2016 firma come Designated Player per la squadra statunitense dei N.E. Revolution.

### Nazionale
François Zahoui lo convoca per la prima volta in nazionale maggiore in occasione della partita amichevole del 10 agosto 2011 contro Israele. In occasione di questa partita che si svolge allo Stade de Genève, esordisce in prima squadra entrando nella ripresa.

## Statistiche

### Cronologia presenze e reti in nazionale
| Cronologia completa delle presenze e delle reti in nazionale ― Costa d'Avorio | Cronologia completa delle presenze e delle reti in nazionale ― Costa d'Avorio | Cronologia completa delle presenze e delle reti in nazionale ― Costa d'Avorio | Cronologia completa delle presenze e delle reti in nazionale ― Costa d'Avorio | Cronologia completa delle presenze e delle reti in nazionale ― Costa d'Avorio | Cronologia completa delle presenze e delle reti in nazionale ― Costa d'Avorio | Cronologia completa delle presenze e delle reti in nazionale ― Costa d'Avorio | Cronologia completa delle presenze e delle reti in nazionale ― Costa d'Avorio |
| Data                                                                          | Città                                                                         | In casa                                                                       | Risultato                                                                     | Ospiti                                                                        | Competizione                                                                  | Reti                                                                          | Note                                                                          |
| ----------------------------------------------------------------------------- | ----------------------------------------------------------------------------- | ----------------------------------------------------------------------------- | ----------------------------------------------------------------------------- | ----------------------------------------------------------------------------- | ----------------------------------------------------------------------------- | ----------------------------------------------------------------------------- | ----------------------------------------------------------------------------- |
| 10-8-2011                                                                     | Lancy                                                                         | Costa d'Avorio                                                                | 4 – 3                                                                         | Israele                                                                       | Amichevole                                                                    | -                                                                             | 89’                                                                           |
| Totale                                                                        |                                                                               | Presenze                                                                      | 1                                                                             |                                                                               | Reti                                                                          | 0                                                                             |                                                                               |

## Palmarès
- Coppa Svizzera: 1

Sion: 2014-2015